# Adam Beck
Sir Adam Beck (20 juin 1857-15 août 1925) est un politicien et homme d'affaires ontarien. Il est connu pour avoir fondé la "Hydro-Electric Power Commission of Ontario" (ou Ontario Hydro).

## Biographie
Beck est né le 20 juin 1857 à Baden, en Ontario, d'immigrants allemands : Jacob Beck et Charlotte Hespler. Il fait sa scolarité à la Rockwood Academy à Rockwood.  À l'adolescence, il travaille à la fonderie de son père. Par la suite, il ouvre, avec son frère William, une manufacture de boîtes à cigares à Galt (maintenant Cambridge. En 1885, il déménage la compagnie à London. La croissance rapide de son usine lui vaut une réputation de leader solide et influent.

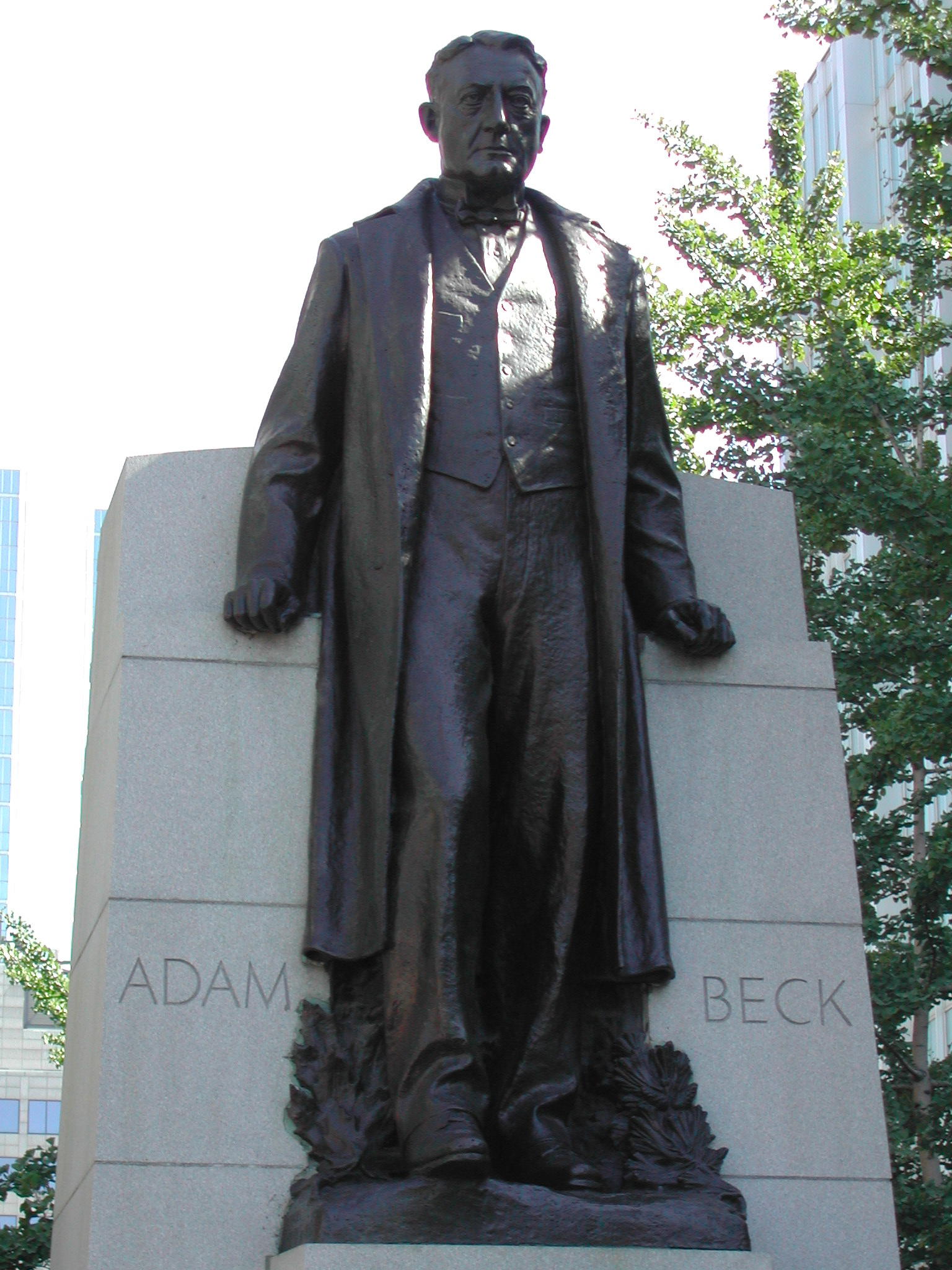
Statue de Sir Adam Beck, sculptée par Emanuel Hahn, au coin des rues University Avenue et Queen Street West à Toronto.

Il s'implique dans l'élevage de chevaux et rencontre, à un spectacle équestre en 1897 Lilian Ottaway de Hamilton. Il se marient le 7 septembre 1898 malgré l'objection des parents de Lilian, qui soulignaient l'écart de 20 ans qui séparait leur fille de son futur époux (Elle avait 19 ans et lui, 40) et l'intérêt de Beck pour les courses de chevaux. 
Beck se porte candidat pour la première fois aux élections provinciales en 1898, mais perd. En 1900, il fonde la London Health Association, qui sera à l'origine de l'hôpital universitaire et l'hôpital Victoria. En 1902, il est élu maire de London et, quelques mois plus tard, est élu à l'assemblée législative de l'Ontario sous la bannière du Parti conservateur de l'Ontario. Il est réélu maire aux élections de 1903 et de 1904, cumulant ce mandat avec son poste de député provincial. En 1905, il est nommé ministre sans portefeuille dans le gouvernement de James P. Whitney.

### Nationalisation de l'électricité
Adam Beck est un militant de première heure en faveur de la nationalisation de l'électricité en Ontario. Il s'oppose aux compagnies privées qui contrôlent le marché, parce qu'elles ne servent pas adéquatement les besoins du public. Avec les slogans anglais « Power at Cost » et latin « dona naturae pro populo sunt » (« les fruits de la nature sont pour le public »), il convainc le premier ministre Whitney de le nommer à la tête d'une commission d'enquête créée spécialement sur le sujet. L'enquête suggère au gouvernement provincial de créer un organisme responsable de l'hydroélectricité qui utiliserait le potentiel hydraulique des Chutes du Niagara et d'autres lacs et rivières ontariens. Le système appartiendrait aux différentes municipalités impliquées. En 1906, Whitney nomme Beck à la tête de la Hydro-Electric Power Commission, nouvellement créée. 
Il est anobli par le roi George V en 1914 pour ses efforts en faveur de l'électricité et le développement d'un réseau de transport de l'électricité en Ontario. En 1915, il essaie d'implanter un réseau de chemin de fer électrique en Ontario, mais son plan est mis en veilleuse en raison de la Première Guerre mondiale. Seules quelques lignes sont installées dans les régions de London et de Toronto. Il perd son siège lors de l'élection de 1919, remporté par Hugh Stevenson alors que les United Farmers of Ontario chassent les conservateurs du pouvoir. 
Il est membre élu du Temple de la renommée des hommes d'affaires canadiens.

### Vie personnelle
Après que sa fille, née en 1904, ait souffert de tuberculose et qu'elle ait été soignée par les meilleurs médecins, Beck a pris conscience du fait que tous ne pouvaient avoir accès aux soins appropriés dans une situation similaire. Il fonde donc un sanatorium à London, que le Gouverneur général du Canada Earl Grey inaugure officiellement le 5 avril 1910. 
Lilian Beck meurt du cancer le 17 octobre 1921. En 1923, Beck est réélu à l'assemblée législative ontarienne. Il y siégera jusqu'à son décès, le 15 août 1925 à l'âge de 68 ans. L'ancien Premier ministre du Canada Arthur Meighen, l'ancien premier ministre ontarien George Howard Ferguson et le maire de London George Wenige ont assisté aux funérailles. 
La centrale électrique de Queenston Chippawa, qu'il a contribué à bâtir a été renommée Centrale Sir Adam Beck I, en 1950.